# Еурељо Гомес
Еурељо да Силва Гомес (порт. Heurelho da Silva Gomes; Жоао Пинхеиро, Минас Жераис, 15. фебруар 1981) је бразилски фудбалски голман који тренутно игра за Вотфорд.